# Skazani na miłość
Skazani na miłość (tagalski Dahil May Isang Ikaw, dosł. „Ponieważ ty istniejesz”; ang. Destined Hearts) – azjatycki serial produkcji filipińskiej, nominowany do nagrody Emmy w 2010 roku w dwóch kategoriach. W Polsce emitowany od listopada 2010 do maja 2011 przez CSB TV.

## Obsada
- Kristine Hermosa jako Angela „Ella” Alferos-Ramirez
- Jericho Rosales jako Miguel Ramirez
- Lorna Tolentino jako Tessa Ramirez
- Gabby Concepcion jako Jaime Alferos
- John Estrada jako Daniel Ramirez
- Chin-Chin Gutierrez jako Patricia Aragon-Alferos
- Karylle jako Denise Mae Alferos
- Sid Lucero jako Alfred „Red” Ramirez